# Heart Break (альбом Lady Antebellum)
| Оценки критиков | Оценки критиков |
| Источник        | Оценка          |
| --------------- | --------------- |
| AllMusic        | [ 1 ]           |

Heart Break — седьмой студийный альбом американской кантри-группы Lady Antebellum, вышедший 9 июня 2017 года и первый за последние три года. Он дебютировал на 1-м месте американского кантри-чарта Top Country Albums и на № 4 в Billboard 200. Альбом стал их 5-м диском, возглавившим чарт Top Country Albums.

## История
Heart Break вышел 9 июня 2017 года в США и стал первым за последние три года впервые после предыдущего диска 747 (2014).
Альбом записывался во Флориде и в Калифорнии, и в Нашвилл.

## Отзывы
Диск получил положительные отзывы и рецензии музыкального сообщества.

## Награды и номинации
| Год  | Ассоциация                       | Категория                                            | Резуцльтат |
| ---- | -------------------------------- | ---------------------------------------------------- | ---------- |
| 2017 | Country Music Association Awards | Album of the Year                                    | Номинация  |
| 2018 | Grammy Awards                    | Best Country Album                                   | Номинация  |
| 2018 | Grammy Awards                    | Best Country Duo/Group Performance — «You Look Good» | Номинация  |

## Коммерческий успех
Heart Break дебютировал на позиции № 4 в американском хит-параде Billboard 200с тиражом 53,000 альбомных эквивалентных единиц, включая 47,000 истинных альбомных продаж.

## Список композиций
| №                   | Название                   | Автор(ы)                                                              | Длительность |
| ------------------- | -------------------------- | --------------------------------------------------------------------- | ------------ |
| 1.                  | «Heart Break»              | Dave Haywood Чарльз Келли Хиллари Линдси Jesse Frasure Nicolle Galyon | 3:07         |
| 2.                  | «You Look Good»            | busbee Ryan Hurd Хиллари Линдси                                       | 3:01         |
| 3.                  | «Somebody Else's Heart»    | Haywood Келли Scott busbee Шейн Маканалли                             | 3:32         |
| 4.                  | «This City»                | Haywood Келли Scott Sara Haze Will Weatherly                          | 3:04         |
| 5.                  | «Hurt»                     | Jon Green Melissa Pierce Ben West                                     | 3:46         |
| 6.                  | «Army»                     | Haywood Келли Scott busbee Galyon                                     | 3:17         |
| 7.                  | «Think About You»          | Haywood Келли Scott Haze Weatherly                                    | 3:11         |
| 8.                  | «Good Time to Be Alive»    | Haywood Келли Scott busbee Weatherly Emily Weisband                   | 3:09         |
| 9.                  | «Big Love in a Small Town» | Haywood Келли Scott Galyon Jordan Reynolds                            | 3:46         |
| 10.                 | «The Stars»                | Haywood Келли Scott busbee                                            | 3:23         |
| 11.                 | «Teenage Heart»            | Haywood Келли Scott Green                                             | 3:40         |
| 12.                 | «Home»                     | Haywood Келли Scott busbee                                            | 2:58         |
| 13.                 | «Famous»                   | Haywood Келли Scott Eric Paslay                                       | 3:50         |
| Общая длительность: | Общая длительность:        | Общая длительность:                                                   | 43:44        |

## Позиции в чартах

### Альбом
| Чарт (2017)                               | Высшая позиция |
| ----------------------------------------- | -------------- |
| Австралия (ARIA)                          | 6              |
| Бельгия/Фландрия (Ultratop)               | 120            |
| Бельгия/Валлония (Ultratop)               | 140            |
| Канада (Canadian Albums Chart)            | 6              |
| Нидерланды (Album Top 100)                | 64             |
| Германия (Offizielle Top 100)             | 83             |
| Ирландия (IRMA)                           | 44             |
| Новая Зеландия (Heatseekers Albums, RMNZ) | 1              |
| Шотландия (Scottish Albums Chart)         | 9              |
| Швейцария (Schweizer Hitparade)           | 18             |
| Великобритания (UK Albums Chart)          | 14             |
| Великобритания (UK Country Albums Chart)  | 2              |
| США (Billboard 200)                       | 4              |
| США (Billboard Top Country Albums)        | 1              |